# Seoul Broadcasting System
Seoul Broadcasting System (SBS) este o companie sud-coreeană de radio și televiziune, concurând în principal cu KBS și MBC. A fost fondată în 1990. Este cel mai mare radiodifuzor privat din Coreea de Sud.